# La rosa de plata
La rosa de plata es una novela de fantasía histórica de la escritora española Soledad Puértolas, publicada por primera vez en el año 1999. La novela, que cuenta una historia en el marco del ciclo del rey Arturo, es un caso especial dentro de la narrativa de Soledad Puértolas al alejarse del realismo y basar la trama en un mundo mágico.

## Argumento
La historia narrada en la novela se sitúa en un tiempo en el que el rey Arturo es ya anciano, y ya han quedado atrás "los años dorados de la fama, cuando sus gestas eran comentadas en el mundo entero y dieron origen a las más intrincadas leyendas, que incluso circulaban ya, escritas, aderezadas de mil modos".
Siete doncellas han sido encerradas por el hada Morgana en su castillo de La Beale Regard (que en realidad no es suyo, sino de una prima cercana), en la isla de Ávalon, y el rey Arturo convoca unas justas para elegir a los caballeros que irán a rescatarlas. La novela cuenta los desafíos que cada uno de los siete caballeros debe afrontar para liberar a su doncella, y las maniobras del hada para evitar que eso ocurra.
Con el objetivo de dar visibilidad al valor de los caballeros que afrontan el reto de liberar a las doncellas, el rey Arturo crea la Orden de los Caballeros de la Rosa de Plata, nombre que se le ocurre al contemplar a su esposa, la reina Ginebra, asomada a la ventana con la mirada perdida y vistiendo un manto de plata. Así, los laboriosos rescates de las doncellas desdichadas serían recordados como las hazañas de los caballeros de la Rosa de Plata.

## Personajes principales
- Rey Arturo, anciano.
- Reina Ginebra, esposa de Arturo. Durante la mayor parte de la novela se encuentra retirada en el convento de Nuestra Señora de la Paciencia, a causa de su amor por el caballero Lanzarote. Aunque no ha dejado de amar a su marido, ya no puede mirarlo directamente a los ojos, "porque la sombra de Lanzarote del Lago se interponía siempre entre ellos, se proyectaba sobre todas las cosas que Ginebra miraba, hasta el punto de resultar obsesiva y dañina".[4]
- Lanzarote del Lago.
- Merlín.
- Morgana, antigua discípula de Merlín, con el que mantiene una relación de rivalidad. Por ser media hermana de Arturo, Merlín la había tratado de forma excepcional y única, y ahora es una de las mujeres más sabias del reino. También es enemiga de su medio hermano el rey Arturo.
- Acalón, amante de Morgana.
- Nimué, la Dama del Lago. Ayuda al caballero dorado en su misión de rescate de la doncella Delia, la orgullosa.
- Caballero dorado: se cree el mejor de todos, un hombre superior. Su sentimiento de superioridad lo lleva a acometer las aventuras más arriesgadas y temerarias.
- Caballero de plata: aunque es uno de los caballeros más hermosos y apuestos, se distingue por sus estados de decaimiento que, desde que había entrado en la edad adulta -y casi inmediatamente había sido armado caballero- lo acometen de repente, sin poderse saber nunca la razón.
- Caballero irisado: su armadura está hecha de un metal rarísimo que refleja muchas luces a la vez y reproduce muchos colores.

A continuación se ofrece una relación de los nombres de las doncellas con los correspondientes caballeros que asumen la tarea de liberar a cada una de ellas:
|   | Doncella                                             | Caballero                                            |
| - | ---------------------------------------------------- | ---------------------------------------------------- |
| 1 | Naromí, la doncella del sueño infinito               | El caballero blanco                                  |
| 2 | Alicantina, la doncella que no puede verse por fuera | El caballero verde, o caballero de las cinco espadas |
| 3 | Bess, la doncella de la alegría perpetua             | El caballero bermejo                                 |
| 4 | Delia, la doncella más orgullosa                     | El caballero dorado                                  |
| 5 | Findia, la doncella desmemoriada                     | El caballero de plata                                |
| 6 | Bellador, la doncella del gran sufrimiento           | El caballero irisado                                 |
| 7 | Alisa, la doncella que habla con el viento           | El caballero violeta                                 |